# Wilkau-Haßlau
Wilkau-Haßlau är en stad i Landkreis Zwickau i förbundslandet Sachsen i Tyskland. Staden har cirka 9 000 invånare.